# 안데르센과일먹는박쥐
안데르센과일먹는박쥐(Artibeus anderseni)는 주걱박쥐과(신세계잎코박쥐과)에 속하는 남아메리카 박쥐의 일종이다. 볼리비아와 브라질, 콜롬비아, 에콰도르, 프랑스령 기아나 그리고 페루에서 발견된다. 아주 작은 박쥐이다.

## 특징
작은 박쥐로 몸길이가 50~55mm이고 전완장은 34~38mm이다. 발 길이는 9~11mm, 귀 길이는 14~18mm이고 몸무게는 최대 9g이다. 등 쪽 털은 연한 갈색부터 회색빛 갈색까지 다양한 반면에 배 쪽은 검거나 약간 밝은 색을 띤다. 주둥이는 짧고 넓다. 잎코가 잘 발달해 있고 창 모양이다.

## 생태
바나나 나무와 같은 잎이 큰 나무의 잎 아래에 은신하고 작은 천막을 치기도 한다. 먹이는 열매로 특히 큰 나무의 열매를 먹는다. 콜롬비아와 브라질에서 3월과 4월 사이, 볼리비아와 에콰도르에서 9월과 11월 사이에 임신하거나 젖을 먹이는 암컷이 관찰된다. 해발 최대 1,300m 이하 플랜테이션과 교외의 성숙림과 저지대 우림에서 서식한다.